# Sportverein Darmstadt 1898 2010-2011
Questa voce raccoglie le informazioni riguardanti lo Sportverein Darmstadt 1898 nelle competizioni ufficiali della stagione 2010-2011.

## Stagione
Nella stagione 2010-2011 il Darmstadt, allenato da Kosta Runjaić, concluse il campionato di Regionalliga sud al 1º posto e fu promosso in 3. Liga.

## Rosa
| N. |                     | Ruolo | Calciatore         |
| -- | ------------------- | ----- | ------------------ |
| 2  | Nigeria (bandiera)  | C     | Henry Onwuzuruike  |
| 3  | Germania (bandiera) | D     | Glody Kuba         |
| 4  | Germania (bandiera) | D     | Fouad Brighache    |
| 4  | Turchia (bandiera)  | D     | Cem Islamoglu      |
| 6  | Germania (bandiera) | C     | Boris Kolb         |
| 7  | Germania (bandiera) | C     | Sven Sökler        |
| 8  | Germania (bandiera) | C     | Jonas Grüter       |
| 9  | Germania (bandiera) | A     | Christian Henel    |
| 10 | Turchia (bandiera)  | A     | Haluk Türkeri      |
| 14 | Germania (bandiera) | C     | Uwe Hesse          |
| 15 | Marocco (bandiera)  | A     | Abdelaziz Ahanfouf |
| 16 | Germania (bandiera) | D     | Markus Brüdigam    |

| N. |                        | Ruolo | Calciatore       |
| -- | ---------------------- | ----- | ---------------- |
| 17 | Afghanistan (bandiera) | D     | Hassan Amin      |
| 18 | Germania (bandiera)    | D     | Nikolaos Nakas   |
| 18 | Germania (bandiera)    | C     | Muharrem Reka    |
| 19 | Germania (bandiera)    | D     | Timo Becker      |
| 20 | Germania (bandiera)    | A     | Michael Schürg   |
| 21 | Germania (bandiera)    | P     | Joel Samaké      |
| 22 | Germania (bandiera)    | A     | Daniele Toch     |
| 25 | Germania (bandiera)    | C     | Yannick Stark    |
| 27 | Turchia (bandiera)     | D     | Tunay Açar       |
| 29 | Germania (bandiera)    | P     | Jan Zimmermann   |
| 30 | Germania (bandiera)    | C     | Sascha Amstätter |
| 43 | Germania (bandiera)    | A     | Oliver Heil      |

## Organigramma societario
Area tecnica
- Allenatore: Kosta Runjaić
- Allenatore in seconda: Tuncay Nadaroğlu
- Preparatore dei portieri:
- Preparatori atletici:
- Analisi video:

## Calciomercato

### Sessione estiva
| Acquisti | Acquisti         | Acquisti                 | Acquisti |
| R.       | Nome             | da                       | Modalità |
| -------- | ---------------- | ------------------------ | -------- |
| D        | Tunay Açar       | Eskişehirspor            |          |
| D        | Hassan Amin      | Darmstadt U19            |          |
| C        | Sascha Amstätter | Wehen Wiesbaden          |          |
| D        | Timo Becker      | Eschborn                 |          |
| A        | Matias Cenci     | Sandhausen               |          |
| C        | Jonas Grüter     | Bayern Alzenau           |          |
| A        | Christian Henel  | Kaiserslautern II        |          |
| D        | Cem Islamoglu    | Elversberg               |          |
| D        | Glody Kuba       | Hassia Bingen            |          |
| C        | Eugen Schiffmann | TSG Wörsdorf             |          |
| C        | Yannick Stark    | Eintracht Francoforte II |          |
| A        | Daniele Toch     | Karlsruhe II             |          |
| A        | Haluk Türkeri    | Elversberg               |          |

| Cessioni | Cessioni            | Cessioni                 | Cessioni |
| R.       | Nome                | a                        | Modalità |
| -------- | ------------------- | ------------------------ | -------- |
| A        | Varol Akgöz         | 1. FC 04 Darmstadt       |          |
| D        | Michael Bodnar      | FSV Fernwald             |          |
| D        | Mario Göttlicher    | Astoria Walldorf         |          |
| D        | Patrick Hilser      | Eschborn                 |          |
| D        | Stefan Malcherowitz | Rot-Weiß Darmstadt       |          |
| C        | Maximilian Mehring  | Eintracht Francoforte II |          |
| C        | Blerton Muca        | 1. FC 04 Darmstadt       |          |
| A        | Elia Soriano        | Aalen                    |          |
| A        | Marc Winter         | FSV Francoforte II       |          |

### Sessione invernale
| Acquisti | Acquisti | Acquisti | Acquisti |
| R.       | Nome     | da       | Modalità |
| -------- | -------- | -------- | -------- |

| Cessioni | Cessioni              | Cessioni           | Cessioni |
| R.       | Nome                  | a                  | Modalità |
| -------- | --------------------- | ------------------ | -------- |
| P        | Rainer Adolf          | Waldhof Mannheim   |          |
| C        | Aleksandar Mastilovic | Rot-Weiß Darmstadt |          |
| C        | Eugen Schiffmann      | Eschborn           |          |
| C        | Velibor Velemir       | Eschborn           |          |
| D        | George Worcester      | Eschborn           |          |

## Risultati

### Regionalliga

#### Girone di andata
| Arbitro: | Fritz |

|  |           |                               |
|  | Marcatori | 49’ Greuter 86’ (rig.) Müller |

| Arbitro: | Münch |

|                |           |           |
| Marschlich 16’ | Marcatori | 77’ Hesse |

| Arbitro: | Bärmann |

|                   |           |          |
| Szikal 30’ (rig.) | Marcatori | 9’ Hesse |

| Arbitro: | Pflaum |

|          |           |             |
| Kolb 70’ | Marcatori | 56’ Türpitz |

| Arbitro: | Giese |

|  |           |              |
|  | Marcatori | 53’ Brüdigam |

| Arbitro: | Brand |

|                               |           |  |
| Stark 22’ (rig.) Brüdigam 31’ | Marcatori |  |

| Arbitro: | Beck |

|  |           |                                 |
|  | Marcatori | 10’, 46’ (rig.) Stark 44’ Cenci |

| Arbitro: | Petersen |

|                                                 |           |          |
| Sökler 43’ Heil 63’ Brüdigam 71’ Schiffmann 88’ | Marcatori | 53’ Bohl |

| Arbitro: | Ostheimer |

|                           |           |  |
| Schürg 29’, 68’ Knorn 58’ | Marcatori |  |

| Arbitro: | Amirian |

|                                  |           |                                                          |
| Sereinig 41’ (aut.) Cosguner 54’ | Marcatori | 7’, 65’ Schmid 46’ Sereinig 49’ Sautner 64’ Brandstetter |

| Arbitro: | Frömel |

|          |           |  |
| Damm 71’ | Marcatori |  |

| Arbitro: | Stegemann |

|           |           |  |
| Cenci 72’ | Marcatori |  |

| Arbitro: | Schmitt |

|               |           |           |
| Baumgärtel 4’ | Marcatori | 73’ Hesse |

| Arbitro: | Göpferich |

|                       |           |             |
| Türkeri 88’ Stark 90’ | Marcatori | 54’ Álvarez |

| Arbitro: | Ehlers |

|  |           |           |
|  | Marcatori | 18’ Stark |

| Arbitro: | Schalk |

|            |           |  |
| Sökler 36’ | Marcatori |  |

| Arbitro: | Steffens |

|                  |           |          |
| Maier 34’ (rig.) | Marcatori | 62’ Heil |

#### Girone di ritorno
| Arbitro: | Gittelmann |

|          |           |  |
| Heil 53’ | Marcatori |  |

| Pfullendorf 20 febbraio 2011, ore 14:00 CET 19ª giornata | Pfullendorf | 0 – 0 referto | Darmstadt | Geberit-Arena (690 spett.)\| Arbitro: \| Göpferich \| |
| Arbitro:                                                 | Göpferich   |               |           |                                                       |

| Arbitro: | Kempter |

|            |           |  |
| Yilmaz 37’ | Marcatori |  |

| 19 aprile 2011, ore CEST 21ª giornata | Darmstadt | – annullata | Weiden |  |

| Arbitro: | Rott |

|          |           |            |
| Kolb 30’ | Marcatori | 15’ Beqiri |

| Arbitro: | Dietz |

|              |           |          |
| Thomalla 82’ | Marcatori | 38’ Heil |

| Arbitro: | Steinberg |

|           |           |             |
| Hesse 31’ | Marcatori | 84’ Gümüşsu |

| Arbitro: | Klemm |

|  |           |                                 |
|  | Marcatori | 31’ Hesse 75’ Toch 83’ Ahanfouf |

| 2 aprile 2011, ore CEST 26ª giornata | Darmstadt | – annullata | Ulma |  |

| Arbitro: | Müller |

|                  |           |                    |
| Brandstetter 35’ | Marcatori | 55’ Heil 90’ Hesse |

| Arbitro: | Perl |

|                                       |           |                  |
| Onwuzuruike 47’ Heil 55’ Ahanfouf 88’ | Marcatori | 3’ Mayer 9’ Ochs |

| Arbitro: | Ehlers |

|            |           |                          |
| Nguyen 57’ | Marcatori | 13’, 30’ Heil 54’ Sökler |

| Arbitro: | Kircher |

|                                |           |                   |
| Sökler 41’ Toch 45’ Schürg 81’ | Marcatori | 54’ (rig.) Vogler |

| Arbitro: | Gorniak |

|                       |           |                              |
| Soriano 57’ Ernst 77’ | Marcatori | 1’ Sökler 26’ Hesse 37’ Heil |

| Arbitro: | Stegemann |

|                        |           |  |
| Brüdigam 7’ Sökler 36’ | Marcatori |  |

| Arbitro: | Brand |

|            |           |                     |
| Rösner 48’ | Marcatori | 54’ Hesse 87’ Stark |

| Arbitro: | Christ |

|                               |           |  |
| Heil 14’, 36’, 78’ Sökler 45’ | Marcatori |  |

## Statistiche

### Statistiche di squadra
| Competizione     | Punti | In casa | In casa | In casa | In casa | In casa | In casa | In trasferta | In trasferta | In trasferta | In trasferta | In trasferta | In trasferta | Totale | Totale | Totale | Totale | Totale | Totale | DR  |
| Competizione     | Punti | G       | V       | N       | P       | Gf      | Gs      | G            | V            | N            | P            | Gf           | Gs           | G      | V      | N      | P      | Gf     | Gs     | DR  |
| ---------------- | ----- | ------- | ------- | ------- | ------- | ------- | ------- | ------------ | ------------ | ------------ | ------------ | ------------ | ------------ | ------ | ------ | ------ | ------ | ------ | ------ | --- |
| Regionalliga sud | 62    | 15      | 10      | 3       | 2       | 28      | 15      | 15           | 8            | 5            | 2            | 22           | 11           | 30     | 18     | 8      | 4      | 50     | 26     | +24 |
| Totale           | 62    | 15      | 10      | 3       | 2       | 28      | 15      | 15           | 8            | 5            | 2            | 22           | 11           | 30     | 18     | 8      | 4      | 50     | 26     | +24 |

### Andamento in campionato
| Giornata  | 1  | 2  | 3  | 4  | 5 | 6 | 7 | 8 | 9 | 10 | 11 | 12 | 13 | 14 | 15 | 16 | 17 | 18 | 19 | 20 | 21 | 22 | 23 | 24 | 25 | 26 | 27 | 28 | 29 | 30 | 31 | 32 | 33 | 34 |
| --------- | -- | -- | -- | -- | - | - | - | - | - | -- | -- | -- | -- | -- | -- | -- | -- | -- | -- | -- | -- | -- | -- | -- | -- | -- | -- | -- | -- | -- | -- | -- | -- | -- |
| Luogo     | C  | T  | T  | C  | T | C | T | C | T | C  | T  | C  | T  | C  | T  | C  | T  | C  | T  | T  | C  | C  | T  | C  | T  | C  | T  | C  | T  | C  | T  | C  | T  | C  |
| Risultato | P  | N  |    | N  | V | V | V | V |   | P  | P  | V  | N  | V  | V  | V  | N  | V  | N  | P  |    | N  | N  | N  | V  |    | V  | V  | V  | V  | V  | V  | V  | V  |
| Posizione | 15 | 13 | 13 | 13 | 9 | 8 | 6 | 3 | 3 | 6  | 6  | 6  | 7  | 4  | 3  | 2  | 2  | 2  | 2  | 3  | 3  | 3  | 3  | 4  | 4  | 4  | 4  | 3  | 3  | 2  | 1  | 1  | 1  | 1  |

Legenda:

Luogo: C = Casa; T = Trasferta. Risultato: V = Vittoria; N = Pareggio; P = Sconfitta.

### Statistiche dei giocatori
| R. Adolf       | 0  | 0  | 0 | 0 |
| A. Ahanfouf    | 7  | 2  | 0 | 0 |
| H. Amin        | 5  | 0  | 1 | 0 |
| S. Amstätter   | 28 | 0  | 8 | 0 |
| T. Açar        | 15 | 0  | 2 | 0 |
| T. Becker      | 1  | 0  | 0 | 0 |
| F. Brighache   | 31 | 0  | 3 | 0 |
| M. Brüdigam    | 31 | 4  | 6 | 0 |
| M. Cenci       | 13 | 2  | 1 | 0 |
| Z. Cosguner    | 6  | 1  | 1 | 0 |
| J. Grüter      | 29 | 0  | 9 | 0 |
| O. Heil        | 24 | 12 | 1 | 0 |
| C. Henel       | 19 | 0  | 6 | 0 |
| U. Hesse       | 30 | 8  | 3 | 1 |
| C. Islamoglu   | 21 | 0  | 3 | 1 |
| B. Kolb        | 28 | 2  | 6 | 0 |
| G. Kuba        | 1  | 0  | 0 | 0 |
| N. Nakas       | 5  | 0  | 2 | 0 |
| H. Onwuzuruike | 9  | 1  | 1 | 0 |
| M. Reka        | 0  | 0  | 0 | 0 |
| J. Samaké      | 18 | 0  | 2 | 0 |
| E. Schiffmann  | 6  | 1  | 0 | 0 |
| M. Schürg      | 9  | 1  | 1 | 0 |
| Y. Stark       | 29 | 6  | 7 | 1 |
| S. Sökler      | 30 | 7  | 4 | 0 |
| D. Toch        | 25 | 2  | 0 | 0 |
| H. Türkeri     | 8  | 1  | 2 | 0 |
| J. Zimmermann  | 14 | 0  | 0 | 0 |